# Aretha Franklin
Aretha Louise Franklin (ur. 25 marca 1942 w Memphis, zm. 16 sierpnia 2018 w Detroit) – amerykańska piosenkarka, producentka muzyczna, autorka piosenek i muzyk, a także aktywistka społeczna. Nazywana „królową soulu” (Queen of Soul) i jedną z najwybitniejszych przedstawicielek tego gatunku. Wykonywała również piosenki utrzymane w stylu gospelowym, R&B–owym, popowym i jazzowym.
Laureatka 18 nagród Grammy. Pierwsza kobieta przyjęta do Rock and Roll Hall of Fame. Szerszy rozgłos przyniosły jej piosenki jazzowe z elementami popu: „Operation Heartbreak”, „Won't Be Long”, „Rock-A-Bye Your Baby with a Dixie Melody” i „Runnin’ Out of Fools”, a w latach 60. wylansowała przeboje: „Respect”, „I Never Loved a Man”, „Chain of Fools”, „Baby I Love You”, „I Say a Little Prayer”, „Think” i „The House That Jack Built”. Do jej największych przebojów należą także utwory: „(You Make Me Feel Like) A Natural Woman”, „Day Dreaming”, „Jump to It”, „Freeway of Love” czy „A Rose Is Still a Rose”.

## Życiorys

### Rodzina i edukacja
Aretha Louise Franklin urodziła się 25 marca 1942 przy Lucy Avenue 406 w Memphis w Tennessee. Była córką pianistki i wokalistki Barbary Vernice Franklin z domu Siggers (1917–1952) i Clarence’a LaVaughna „C. L.” Franklina z domu Walker (1915–1984), baptystycznego kaznodziei i obrońcy praw człowieka z Shelby. Miała dwie siostry: Ermę Vernice (1938–2002) i Carolyn Ann (1944–1988), oraz brata, Cecila (1940–1989), a także przyrodniego brata, Vaughna (z poprzedniego związku matki) i przyrodnią siostrę, Carol Allan (ur. 1940; z romansu ojca z wówczas 12-letnią Mildred Jennings).
W 1944 wraz z rodziną przeprowadziła się do Buffalo, gdzie jej ojciec został pastorem w kościele baptystycznym Friendship. W 1946 przeniosła się z rodzicami do Detroit, gdzie jej ojciec został pastorem w New Bethel Baptist Church. W 1948 małżeństwo jej rodziców się rozpadło m.in. z powodu niewierności Franklina. Matka porzuciła rodzinę i wróciła do Buffalo, gdzie Aretha często ją odwiedzała; ojciec po rozstaniu z żoną był związany m.in. z Loli Moore i piosenkarką Clarą Ward. Wychowaniem Arethy zajmowała się głównie babka ze strony ojca, Rachel. Była nieśmiałym, wycofanym i niepewnym siebie dzieckiem, które po nagłej śmierci matki (wskutek raka piersi) jeszcze bardziej zamknęło się w sobie. Jako dziecko marzyła o karierze tancerki baletowej lub śpiewaczki operowej. Po 1957 przerwała edukację i poświęciła się muzyce.

### Kariera
W dzieciństwie śpiewała w chórze kościelnym w New Bethel Baptist Church, gdzie jej ojciec prowadził nabożeństwa. W kościele poznała wokalistki gospel, takie jak Albertina Walker, Mahalia Jackson i Clara Ward. Kiedy miała siedem lat, samodzielnie, ze słuchu, nauczyła się grać na fortepianie. Oc 1954 śpiewała i grała na fortepianie podczas nabożeństw prowadzonych przez ojca w różnych miastach. Jej występy w kościołach były nagrywane i dystrybuowane po kraju. Kiedy miała 15 lat, zaśpiewała utwór „Take My Hand, Precious Lord” w Oakland Auditorium. W 1958 wystąpiła gościnnie z zespołem gospelowym The Caravans, a niedługo później postanowiła porzucić muzykę gospel na rzecz R&B I popu.
Pod koniec lat 50. zatrudniła Jo King jako swoją menedżerkę i, z pomocą ojca, wyjechała do Nowego Jorku, by rozwinąć karierę muzyczną. Tam nagrała jazzowe dema podczas sesji nagraniowej z Majorem Holleyem, a nagraniami zainteresowała Johna Hammonda z wytwórni CBS, który wkrótce podpisał z nią kontrakt płytowy. Od sierpnia 1960 przez kolejne pół roku nagrała materiał na swój debiutancki album studyjny pt. Aretha, który wydała w lutym 1961 i za który zebrała entuzjastyczne recenzje, choć płyta nie osiągnęła sukcesu komercyjnego. Album promowała singlami: „Love Is the Only Thing”, „Today I Sing the Blues”, „Won’t Be Long” i „Right Now”, przy czym drugi i trzeci dotarł do Top10 listy Hot R&B/Hip-Hop Songs. Również w lutym 1961, jeszcze przed premierą albumu, zagrała koncert promocyjny w Village Vanguard w Greenwich Village. Po nawiązaniu w 1961 współpracy menedżerskiej z Tedem White’em zagrała krótką trasę koncertową z Jackiem Wilsonem i Samem Cooke’em. Została także okrzyknięta najlepszą nową wokalistką w międzynarodowym głosowaniu krytyków jazzowych, a jej felieton pt. „Od gospel do jazzu – to nie brak szacunku dla Boga” został opublikowany w czasopiśmie „Down Beat”. 30 października 1961 zadebiutowała w telewizji, śpiewając utwór „Rock-A-Bye Your Baby with a Dixie Melody” w programie American Bandstand. W tym czasie nagrywała materiał na swój album pt. The Electrifying Aretha Franklin, który wydała w 1962. 20 lutego 1962 zagrała koncert w klubie jazzowym „Village Gate”, na którym zebrało się blisko 500 słuchaczy. W tym samym roku nawiązała współpracę z producentem Bobem Merseyem, z którym w kwietniu i maju nagrała materiał na album pt. The Tender, the Moving, the Swinging Aretha Franklin z 1962. Na płycie umieściła m.in. swój pierwszy w pełni autorski utwór – „Without the One You Love”, a także single: „Don’t Cry, Baby” i „Try a Little Tenderness”, które nie osiągnęły sukcesu komercyjnego, nie trafiając na listy przebojów. Wciąź grała koncerty po klubach jazzowych, a w lipcu 1962 zagrała koncert na Newport Jazz Festivalu, za który zebrała przychylne recenzje. W maju 1963 zaśpiewała na wiecu wolności Freedom Fund Festival w Detroit, podczas którego zbierano fundusze na organizację Konferencji Przywództwa Południowych Chrześcijan (ang. Southern Christian Leadership Conference) Martina Luthera Kinga. Wznowiła współpracę z Bobem Merseyem, który wyprodukował jej kolejne dwa albumy: Laughing on the Outside (1963) i Unforgettable. A Tribute to Dinah Washington (1964). W marcu i maju 1964 wystąpiła w telewizyjnym programie Steve’a Allena, w którym przedstawiona została jako „jedna z najbardziej ekscytujących młodych współczesnych wokalistek”.
Rozczarowana brakiem przeboju na koncie, porzuciła śpiewanie piosenek jazzowych na rzecz popu i R&B. Nagrała wówczas m.in. piosenki „Take a Look” i „Sweet Bitter Love”, które jednak nie stały się przebojami. W 1964 wydała album pt. Runnin’ Out of Fools z coverami piosenek wykonawców z Motown Records, a tytułowy utwór z płyty zdobył radiową popularność. Wydała także singiel z piosenką „Can’t You Just See Me”, z którą dotarła do 95. miejsca na liście przebojów Hot 100. Od lutego do kwietnia 1965 nagrywała materiał na album pt. Yeah!!! In Person with Her Quartet. W maju tego samego roku wydała singiel „One Step Ahead” notowany na liście Hot R&B/Hip-Hop Songs. W październiku 1965 odbyła ostatnie sesje nagraniowe dla Columbia Records, po czym zakończyła współpracę z wytwórnią, rozczarowana brakiem zapewnienia odpowiedniej promocji jej piosenkom.
Pod koniec 1966 podpisała kontrakt z Atlantic Records. W styczniu i lutym 1967 zrealizowała nagrania studyjne z Jerrym Wexlerem jako producentem. Efektem tych sesji był m.in. singiel „I Never Loved a Man (The Way I Love You)”, który był notowany na listach Hot 100 i Hot R&B/Hip-Hop Songs, i rozszedł się w milionowym nakładzie. 10 marca 1967 wydała album, również zatytułowany I Never Loved a Man the Way I Love You, na którym umieściła m.in. przebojowy cover piosenki Otisa Reddinga „Respect”. Nagranie zapewniło jej największą popularność i sukces komercyjny – trafiła z nim na szczyt listy Hot 100 i Hot R&B/Hip-Hop Songs i otrzymała za niego dwie nagrody Grammy. Wraz z sukcesem utworu zaczęła grać więcej koncertów po USA, które organizowała jej nowa agentka – Ruth Bowen, a jej stawka koncertowa wzrosła czterokrotnie. W czerwcu i lipcu 1967 nagrała materiał na album pt. Aretha Arrives; promujący płytę singiel „Baby, I Love You” rozszedł się w milionowym nakładzie. W tym samym roku zagrała serię koncertów charytatywnych na rzecz Konferencji Przywództwa Południowych Chrześcijan, a za sprawą Martina Luthera Kinga jeszcze aktywniej włączyła się w walkę o prawa obywatelskie. Pod koniec 1967 i na początku 1968 wystąpiła w programach telewizyjnych: Kraft Music Hall, The Mike Douglas Show i Jonathan Witters Show. Mimo wielkiego sukcesu w życiu zawodowym zmagała się z zaburzeniami depresyjnymi z powodu kryzysu małżeńskiego, presji medialnej i braku czasu na odpoczynek.
Na początku 1968 wydała album pt. Lady Soul, na którym znalazły się przeboje: „Chain of Fools”, „(You Make Me Feel Like) A Natural Woman”, „Since You’ve Been Gone” i „Ain’t No Way”. Za wysoką sprzedaż Lady Soul otrzymała certyfikat złotej płyty. 23 stycznia 1968 otworzyła centrum koncertowe w Inglewood (Kalifornia). W następnym miesiącu burmistrz Detroit James Cavanagh ustanowił 16 lutego Dniem Arethy Franklin. Artystka tego dnia otrzymała nagrodę dla wokalistki roku od redakcji czasopism: „Record World”, „Billboard” i „Cash Box”. W maju 1968 rozpoczęła swoją pierwszą w karierze trasę koncertową po Europie, która obejmowała występy w Londynie, Frankfurcie, Sztokholmie, Rotterdamie, Amsterdamie i Paryżu; koncert w Olimpii został zarejestrowany i wydany w 1968 w formie albumu koncertowego pt. Aretha in Paris. W tym samym roku nagrała i wydała płytę pt. Aretha Now, którą promowała przebojowymi singlami: „Think”, „I Say a Little Prayer” i „I Can’t See Myself Leaving You”, a za wysoką sprzedaż drugiej z piosenek uzyskała certyfikat złotej płyty. Znalazła się także na okładce czerwcowego wydania magazynu „Time”, ale nieprzychylny artykuł opublikowany w tym czasopiśmie (przedstawiający jej rodzinę i częściowo ją samą w negatywnym świetle) spowodował, że Franklin na wiele lat straciła zaufanie do prasy. 28 czerwca 1968 zagrała koncert w Madison Square Garden dla 21 tys. widzów, a dwa miesiące później zaśpiewała hymn państwowy na Narodowej Konwencji Demokratów w Chicago, poza tym odbyła trasę koncertową po Ameryce Południowej.
Pod koniec lat 60. zrezygnowała z usług menedżerskich swojego męża, a jej nowym agentem został jej brat, Cecil Franklin. W styczniu 1969 wydała jazzowy album pt. Soul ’69, który promowała singlem „Gentle on My Mind”. 14 kwietnia zaśpiewała utwór „Funny Girl” na 41. gali rozdania Oscarów. Jeszcze w tym samym roku wydała single: „The Weight” i „Share Your Love with Me”, z którym dotarła do Top20 na liście Hot 100. Obie piosenki umieściła na albumie pt. This Girl’s in Love with You wydanym w styczniu 1970, na który nagrała także m.in. swoją wersję piosenek: „Son of a Preacher Man” Dusty Springfield „Let It Be” zespołu The Beatles; oba utwory zostały napisane z myślą o nagraniu ich przez Franklin, ale artystka początkowo odrzuciła propozycję ich nagrania. Część materiału stworzonego podczas sesji nagraniowej do This Girl’s in Love with You opublikowała kilka miesięcy później na albumie pt. Spirit in the Dark. Pochodzące z płyty single: „Spirit in the Dark”, „The Thrill Is Gone” i „Don’t Play That Song” były wysoko notowane na liście Hot R&B/Hip-Hop Songs. W październiku 1970 wystąpiła w programie telewizyjnym This Is Tom Jones, w którym zaśpiewała kilka piosenek, w tym „See Saw” w duecie z Tomem Jonesem. W 1971 wzięła udział jako pianistka w nagraniu albumu Sama Moore’a pt. Plenty Good Lovin’: The Lost Solo Album, który ukazał się dopiero w 2002. Również w 1971 dotarła z coverem przeboju duetu Simon & Garfunkel „Bridge Over Troubled Water” do pierwszego miejsca na liście Hot R&B/Hip-Hop Songs i do szóstego miejsca na Hot 100. W marcu 1971 wystąpiła w sali koncertowej Fillmore West w San Francisco, a zapis z wydarzenia został wydany dwa miesiące później na albumie koncertowym pt. Aretha Live at Fillmore West. W tym samym roku powróciła z koncertami do Europy, gdzie wystąpiła m.in. na Montreux Jazz Festivalu. Wydała też singiel „Spanish Harlem”, który stał się jednym z jej największych przebojów i z którym dotarła do drugiego miejsca na liście Hot 100. W październiku i listopadzie 1971 wystąpiła w Madison Square Garden. 
W 1971 nagrała w studiu Criteria w Miami m.in. single: „Rock Steady”, „Day Dreaming” i „All the King’s Horses”, które były wysoko notowane na liście Hot R&B/Hip-Hop Songs, a dwa pierwsze trafiły także do notowania Hot 100. Wszystkie trzy piosenki umieściła na albumie pt. Young, Gifted and Black ze stycznia 1972, za który otrzymała nagrodę Grammy za najlepszy album R&B roku. Również w styczniu 1972 wystąpiła w koncercie charytatywnym na rzecz ofiar rodzin ofiar zamieszek w więzieniu Attica z września 1971 i zagrała epizodyczną rolę w serialu Room 222 (1972). W tym samym miesiącu nagrała w kościele New Temple Missionary w Los Angeles album gospel pt. Amazing Grace, który został wydany w czerwcu 1972 i rozszedł się w ponad 2 mln egzemplarzy (za co Franklin otrzymała certyfikat podwójnie platynowej płyty), stając się najlepiej sprzedającą się płytą w karierze Franklin i najlepiej sprzedającą się płytą w historii czarnego gospel. Jednocześnie porażkę sprzedażową poniósł pierwszy singiel z Amazing Grace – „Wholy Holy”. Franklin uzyskała słabe wyniki sprzedaży i recenzje również za album pt. Hey Now Hey (The Other Side of the Sky), który pd kwietnia do sierpnia 1972 nagrywała z Quincym Jonesem i który ukazał się w czerwcu 1973. Na płycie umieściła m.in. singiel „Angel”, który napisała dla niej siostra, Carolyn Franklin. Wiosną 1973 podpisała nowy kontakt z Atlantic Records, za co otrzymała 6 mln dol.. Wystąpiła także w odcinku programu telewizyjnego We Love You Madly poświęconym Duke’owi Ellingtonowi. W marcu 1973 odnowiła współpracę z producentem Jerrym Wexlerem, jednak nagrany przez nich album pt. Let Me in Your Life był kolejnym w dorobku Franklin, który poniósł artystyczną i komercyjną porażkę, choć promujący go cover przeboju Stevie’ego Wondera, Clarence’a Paula i Morrisa Broadnaxa „Until You Come Back to Me (That’s What I Got to Do)” dotarł do trzeciego miejsca na liście Hot 100. Franklin w tym okresie ponownie popadła w depresję. W lipcu 1973 ponownie wystąpiła na Newport Jazz Festivalu. W styczniu 1974 rozpoczęła nagrania albumu pt. With Everything I Feel in Me, który wydała w listopadzie tego samego i który poniósł komercyjną i artystyczną porażkę. Odbyła też kolejną trasę koncertową po USA. W styczniu 1975 zaśpiewała utwór „Wherever Love Takes Me” na 47. gali rozdania Oscarów. W październiku tego samego roku wydała album pt. You, który promowała singlem „Mr. D.J” i był kolejną płytą Franklin, która poniosła sprzedażową porażkę, wskutek czego artystka zakończyła współpracę producentką z Jerrym Wexlerem. W 1976 zaśpiewała na uroczystości inauguracyjnej prezydenturę Jimmy’ego Cartera.
Na szczyty list przebojów wróciła ciepło przyjętym przez krytyków albumem pt. Sparkle z 1976, który stanowił ścieżkę dźwiękową do filmu Sama O’Steena Błysk (Sparkle, 1976). Płytę promowała singlami: „Something He Can Feel”, którzy przez 19 tygodni utrzymywał się na liście Hot R&B/Hip-Hop Songs, i „Jump”, który dotarł do 17. miejsca na tej liście. Jej kolejne albumy – Sweet Passion (1977) i La Diva (1979) – poniosły sprzedażową porażkę i zebrały krytyczne recenzje. W 1978 i 1979 zagrała serię koncertów w Las Vegas. W maju 1979 wystąpiła na Dodgers Stadium w Los Angeles na imprezie charytatywnej Excel-A-Thon zorganizowanej przez Operation PUSH na rzecz ubogich studentów oraz zagrała przychylnie oceniony przez prasę koncert na Kool Jazz Festivalu w Hackensack w New Jersey. Otrzymała też własną gwiazdę w Alei Gwiazd w Los Angeles i zagrała panią Murphy, kelnerkę, która rusza w trasę koncertową z tytułowymi bohaterami, w komedii muzycznej Johna Landisa The Blues Brothers (1980).
Na początku 1980 podpisała kontrakt z Clive’em Davisem z wytwórni Arista Records i rozpoczęła pracę nad albumem popowym z Arifem Mardinem i Chuckiem Jacksonem jako producentami. W październiku tego samego roku wydała chłodno przyjętą płytę pt. Aretha z okładką autorstwa Andy’ego Warhola. Album promowała m.in. singlem „United Together”, z którym dotarła do trzeciego miejsca na liście Hot R&B/Hip-Hop Songs, i coverem piosenki Otisa Reddinga „Can’t Turn You Loose”, za który była nominowana do nagrody Grammy dla najlepszej wokalistki R&B. W tym samym roku zagrała też serię koncertów w Londynie, m.in. w London Palladium, gdzie na publiczności zasiadła królowa Elżbieta II. Następnie wydała dość ciepło przyjęty przez krytyków album pt. Love All the Hurt Away, a tytułowy singiel z płyty stał się jej kolejnym przebojem R&B-owym w dorobku. Przychylne recenzje uzyskała za taneczno-funkowy album pt. Jump to It, który wyprodukował jej Luther Vandross. Płytę promowała m.in. tytułowym singlem, który stał się przebojem. Na pierwsze miejsce listy Hot R&B/Hip-Hop Songs trafiła także z utworem „Get It Right”, tytułowym singlem z jej kolejnego albumu z 1983. Mimo sukcesów płytowych popadła w kłopoty finansowe, co było spowodowane m.in. jej nierozważnymi działaniami, m.in. odwoływaniem koncertów w ostatniej chwili czy organizacją niedochodowego przyjęcia charytatywnego Artist’s Ball.
Po podjęciu współpracy z producentem Naradą Michaelem Waldenem wydała w 1985 album pt. Who’s Zoomin’ Who?, który rozszedł się w milionowym nakładzie. Za pochodzący z płyty przebój „Freeway of Love”, do którego nakręciła swój pierwszy teledysk w karierze, otrzymała nagrodę Grammy za najlepsze żeńskie wokalne wykonanie R&B. Na płycie umieściła także utwór „Sisters Are Doin’ It for Themselves”, który nagrała z zespołem Eurythmics. Również w 1985 powróciła do koncertowania po kilkumiesięcznej przerwie związanej z żałobą po śmierci ojca. Wkrótce zakończyła współpracę menedżerską z Ruth Bowen, a na jej miejsce zatrudniła Dicka Alena z agencji William Morris Endeavor, z którym pracowała przez kolejne 27 lat. W 1986 wydała album pt. Aretha, który promowała duetem „I Knew You Were Waiting (for Me)” z George’em Michaelem, z którym dotarli do pierwszego miejsca na liście Hot 100, i singel „Jimmy Lee”, z którym dotarła do drugiego miejsca na liście Hot R&B/Hip-Hop Songs. Na płycie umieściła też cover piosenki zespołu The Rolling Stones „Jumpin’ Jack Flash”, który nagrała na potrzeby komedii Penny Marshall o tym samym tytule i za który była nominowana do nagrody Grammy dla najlepszej wokalistki R&B. W styczniu 1987 została – jako pierwsza kobieta w historii – wprowadzona do Rock and Roll Hall of Fame. W tym samym roku wyprodukowała i wydała dwupłytowy, chłodno przyjęty przez krytyków album gospel pt. One Lord, One Faith, One Baptism, stanowiący kontynuację Amazing Grace z 1972, na którym umieściła trzy koncerty-nabożeństwa zarejestrowane w New Bethel Baptist Church w rodzinnym Detroit. Latem 1988 zagrała koncert w Chicago, który został nagrany i wyemitowany w programie telewizyjnym Soundstage, a następnie wydany w formie albumu koncertowego pt. Live at Park West. Została także bohaterką jednego z odcinków programu dokumentalnego American Masters w PBS. W 1989 na rynku ukazała się książka biograficzna pt. „The Queen of Soul” autorstwa Marka Begi. W tym samym roku nagrała album pt. Through the Storm, który promowała duetami: „It Isn’t, It Wasn’t, It Ain’t Never Gonna Be” z Whitney Houston, „Gimme Your Love” z Jamesem Brownem i tytułowy z Eltonem Johnem; jedynie trzeci z nich dotarł do Top20 listy Hot 100. W 1990 udzieliła wywiadu Edowi Bradleyowi w programie 60 Minutes w CBS. W 1990 i 1991 dała koncerty w Radio City Musical Hall w Nowym Jorku.
W styczniu 1991 uzyskała od Uniwersytetu Stanowego Wayne’a tytuł doktora honoris causa. W tym samym roku wydała album pt. What You See Is What You Sweat, który poniósł sprzedażową porażkę i nie wylansował żadnego przeboju, choć singiel „Ever Changing Times” z gościnnym udziałem Michaela McDonalda dotarł do Top20 listy Hot R&B/Hip-Hop Songs. Wystąpiła także w jednym z odcinków serialu Murphy Brown. W 1992 zaśpiewała na krajowej konwencji Patrii Demokratycznej i podczas przyjęcia inaugurującego prezydenturę Billa Clintona oraz nagrała cover piosenki Donny’ego Hathawaya „Someday We’ll All Be Free” na potrzeby filmu Spike’a Lee Malcolm X (1992). W 1993 wystąpiła w koncercie telewizji Fox Aretha Franklin. Duety zorganizowanym na rzecz organizacji Gay Men’s Health Crisis w Nederlander Theatre w Nowym Jorku. Nagrała też duet „What Now My Love” z Frankiem Sinatrą na jego album pt. Duets (1993). W 1994 wydała album kompilacyjny pt. Greatest Hits: 1980–1994, na którym umieściła swoje największe przeboje i trzy premierowe single: „A Deeper Love”, „Honey” i „Willing to Forgive”. Ostatni z utworów stał się przebojem i dotarł do piątego miejsca na liście Hot R&B/Hip-Hop Songs, na której utrzymał się przez 25 tygodni. Sama składanka osiągnęła sukces sprzedażowy i uzyskała certyfikat platynowej płyty. Również w 1994 wróciła do brzmień R&B-owych albumem pt. A Tribute to Curtis Mayfield, zagrała koncert w Carnegie Hall oraz otrzymała nagrodę Grammy za całokształt twórczości i nagrodę Kennedy Center Honors. Nagrała piosenkę „It Hurts Like Hell” na ścieżkę dźwiękową do filmu Czekając na miłość (Waiting to Inhale, 1995). W 1994 i 1995 ponownie wystąpiła w Carnegie Hall. W 1995 zaśpiewała także na plenerowym koncercie z okazji Narodowej Konwencji Demokratów. W 1996 premierę miał album Curtisa Mayfielda pt. New World Order, na którym znalazł się m.in. utwór „Back to Living Again” z gościnnym udziałem Franklin. W styczniu 1997 zaśpiewała na uroczystości inaugurującej drugą kadencję prezydentką Billa Clintona. W czerwcu tego samego roku wystąpiła z programem „Aretha Franklin’s Gospel Crusade for AIDS” na JVC Jazz Festivalu w Avery Fisher Hall w Nowym Jorku. Również w 1997 nagrała hymn „I’ll Fly Away” na album kompilacyjny pt. Diana, Princess the Wales: Tribute, który został wydany w hołdzie zmarłej tragicznie księżnej Dianie.
W lutym 1998 wystąpiła na 40. gali wręczenia nagród Grammy, na której wykonała operową arię „Nessun dorma” i – z Danem Aykroyda i zespołem The Blues Brothers — utwór „Respect”, czym zapowiedziała do roli pani Murphy w Blues Brothers 2000 (2000), sequelu komedii The Blues Brothers z 1980. W marcu 1998 wydała ciepło przyjęty przez słuchaczy i krytyków album pt. A Rose Is Still a Rose, który przez pierwsze pół roku po premierze rozszedł się w nakładzie 292 tys. egzemplarzy. Płytę promowała tytułowym utworem, który napisała i wyprodukowała dla niej Lauryn Hill; singiel dotarł do 26. miejsca na liście Hot 100 i uzyskał certyfikat złotej płyty. Również w 1998 zaśpiewała „Chain of Fools” w duecie z Mariah Carey i „(You Make Me Feel Like) A Natural Woman” z Carey, Carole King, Céline Dion, Glorią Estefan i Shanią Twain podczas koncertu dobroczynnego Divas Live, który zorganizowała telewizja VH1; zapis koncertu został wydany w 1999 na albumie pt. VH1 Divas Live 98. W czerwcu 1998 znalazła się na liście najbardziej wpływowych ludzi XX wieku sporządzonej przez redakcję czasopisma „Time”, a w lipcu 1999 zajęła pierwsze miejsce na liście 100 największych kobiet rock and rolla stworzonej przez telewizję VH1. Również w 1999 otrzymała Narodowy Medal Sztuki przyznany przez prezydenta USA Billa Clintona, wydała książkę autobiograficzną pt. „Aretha. From These Roots”, którą napisała z Davidem Ritzem, udzieliła wywiadu w programie The Oprah Winfrey Show i nagrała duet „Don’t Waste Your Time” z Mary J. Blige, za który obie zostały nominowane do nagrody Grammy.
Od 2000 coraz rzadziej występowała publicznie i grała mniej koncertów, co było spowodowane nawrotem u niej zaburzeń depresyjnych i mniejszym zapotrzebowaniem na jej występy. W 2000 zagrała chłodno przyjęty koncert na JVC Jazz Festival w Newport. W 2001 wystąpiła w nowojorskim Radio City Musical Hall w programie VH1 Divas Live 2001: The One and Only Aretha Franklin. W 2003 zaśpiewała duet „At Last” z Lou Rawlsem na koncercie z serii American Soundtrack organizowanej przez sieć telewizyjną PBS oraz wydała album pt. So Damn Happy, który promowała m.in. singlem „The Only Thing Missin’”. W 2004 zaśpiewała podczas koncertu charytywnego na rzecz organizacji Southwest Women Working Together pomagającej kobietom i dzieciom będącym ofiarami przemocy domowej oraz zagrała dwa koncerty w Greek Theater w Los Angeles. W 2005 wystąpiła na McDonald’s Gospelfest w Madison Square Garden, zaśpiewała na pogrzebach Luthera Vandrossa i Rosy Parks, nagrała scat do remiksu utworu Treya Songza „I Gotta Make It” i została odznaczona przez prezydenta USA George’a W. Busha Prezydenckim Medalem Wolności, najwyższym cywilnym odznaczeniem Stanów Zjednoczonych. W 2007 wydała album kompilacyjny pt. Jewels in the Crown: All-Star Duets with the Queen, a za umieszczony na płycie duet „Never Gonna Break My Faith” z Mary J. Blige otrzymała nagrodę Grammy. W 2008 zagrała koncerty w Nokia Theater w Los Angeles i Radio City Music Hall w Nowym Jorku oraz wydała, dystrybuowany przez firmę Rhino Records, album świąteczny pt. This Christmas, Aretha, który okazał się sprzedażową klapą. W tym samym roku redakcja czasopisma „Rolling Stones” umieściła Franklin na pierwszym miejscu swojego zestawienia 100 najlepszych wokalistów wszech czasów. W styczniu 2009 zaśpiewała na inauguracji pierwszego w historii USA czarnoskórego prezydenta Baracka Obamy, a w czerwcu tego samego rolu zaśpiewała w hołdzie zmarłemu Michaelowi Jacksonowi w Hollywood Bowl i zagrała swój kolejny koncert w Radio City Music Hall.

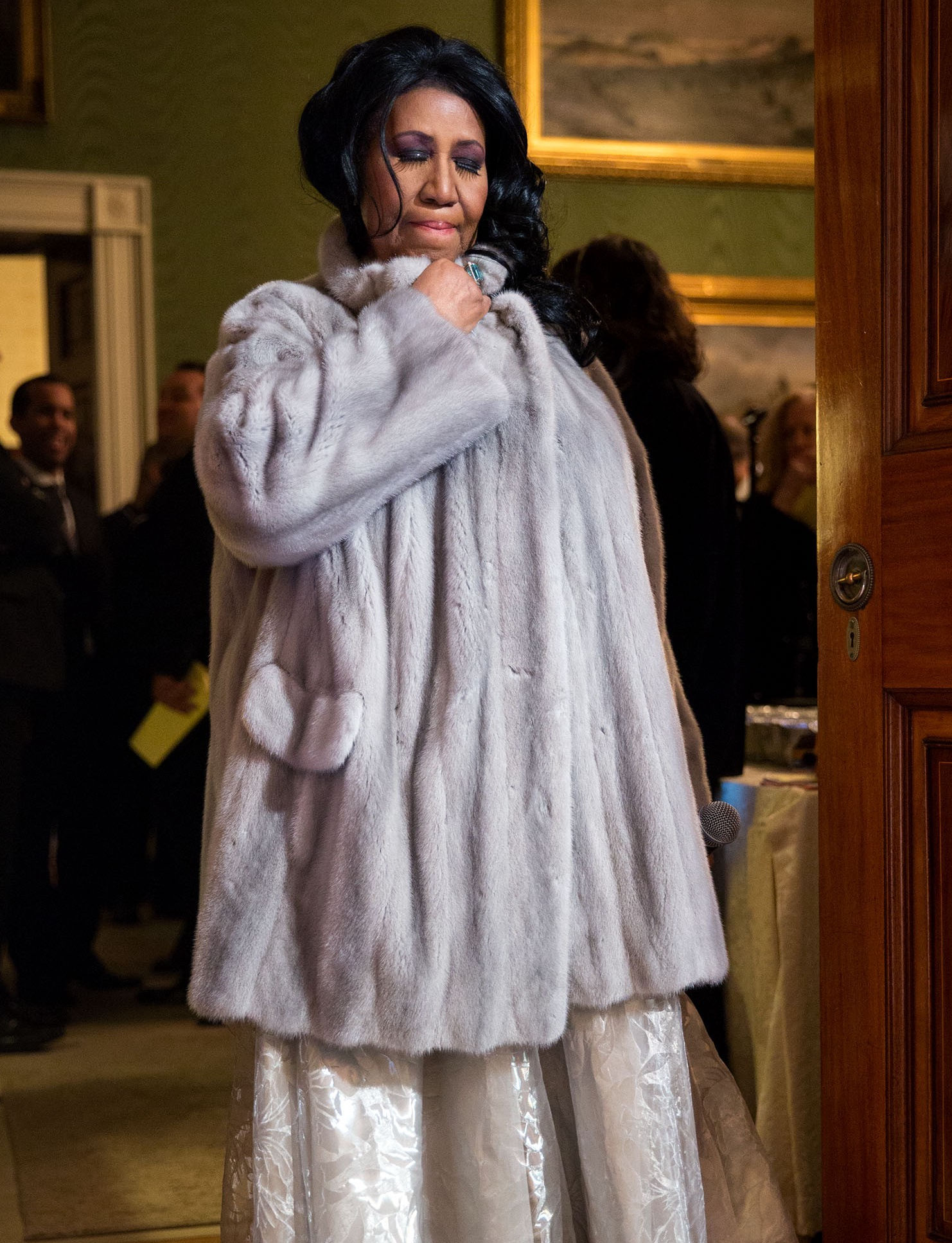
Franklin w Białym Domu (2015)

W 2010 wystąpiła w reklamie producenta batonów Snickers, a w drugiej połowie roku ograniczyła działalność z powodu zdiagnozowania u niej raka trzustki. W lutym 2011 na 53. gali wręczenia nagród Grammy hołd Franklin oddały Jennifer Hudson, Christina Aguilera, Yanda Adams, Florence Welch i Christina McBride, śpiewając jej przeboje; Franklin nie uczestniczyła w ceremonii, ale nagrała pozdrowienia, króre wyemitowano publiczności. W tym samym roku udzieliła wywiadu do programu Wendy Williams Show, zagrała koncert w Chicago Theater i, nakładem własnej wytwórni Aretha’s Records, wydała album pt. A Woman Falling Out of Love, który poniósł artystyczną i sprzedażową klęskę. W 2011 wystąpiła na Toronto Jazz Festivalu, zagrała koncert na Wolf Trap i nagrała duet „How Do You Keep the Music Playing?” z Tonym Bennettem na jego album pt. Duets II. W lutym 2012 zagrała koncert w nowojorskim Radio City Music Hall, podczas którego oddała hołd zmarłej Whitney Houston, śpiewają dwie piosenki kojarzone z artystką: „I Will Always Love You” i „The Greatest Loce of All”. W 2013 podjęła współpracę menedżerską z agencją ICM i zagrała krytycznie ocenione koncerty na Essence Music Festivalu w Nowym Orleanie i w Nokia Theater w Los Angeles, poza tym zagrała w Performing Arts Center w Newark. W październiku 2014 nakładem RCA Records wydała album pt. Aretha Franklin Sings the Great Dova Classics, z którym dotarła do 13. miejsca na liście Billboard 200 i trzeciego miejsca na liście Top R&B/Hip-Hop Albums. Po raz ostatni zaśpiewała publicznie w listopadzie 2017 w Nowym Jorku na gali fundacji Eltona Johna, wspierającej walkę z AIDS.

### Śmierć
Jesienią 2010 zdiagnozowano u niej nieoperacyjnego raka trzustki, na którego zmarła 16 sierpnia 2018 w wieku 76 lat w swoim domu w Detroit. 28 i 29 sierpnia trumna z jej ciałem była wystawiona na widok publiczny w Muzeum Historii Afroamerykanów Charlesa H. Wrighta w Detroit. Prywatna ceremonia pogrzebowa odbyła się 31 sierpnia 2018 w Greater Grace Temple i była transmitowana w telewizji. Franklin spoczęła na cmentarzu Woodlawn w Detroit.

## Charakterystyka muzyczna i inspiracje
Na początku kariery śpiewała głównie gospel. Z racji zwiększenia popularności gatunku soul, w 1967 zaczęto nazywać ją „królową soulu”. Śpiewała także taneczny pop, rhythm and bluesa i wokalny jazz. W latach 90. podjęła naukę śpiewu operowego.
Do jej ulubionych wykonawców należeli m.in. Jackie Verdell, Peggy Lee, Leontyne Price, Jimmy Scott i Clara Ward. Jej życiowym i muzycznym mentorem był James Cleveland. Miała zdolność imitowania głosów innych wykonawców (m.in. Diany Ross, Gladys Knight i Mavis Staples), co prezentowała podczas swoich koncertów.
W tworzeniu piosenek inspirowała się dramatycznymi doświadczenia życiowymi, m.in. odejściem i śmiercią matki.

## Życie prywatne
Ze związku z Edwardem Jordanem miała dwóch synów: Clarence’a (ur. 28 stycznia 1955) i Edwarda (ur. 31 sierpnia 1957), który nosili nazwisko matki. Wychowaniem dzieci nieletniej Franklin zajmowały się jej babka, Rachel, i siostra, Erma, podczas gdy Aretha rozwijała karierę muzyczną, ale regularnie odwiedzała dzieci. Franklin unikała tematu swoich wczesnych ciąż w wywiadach. W latach 1961–1969 jej mężem był menedżer muzyczny Theodore „Ted” White, z którym miała syna, Teda Jr. (ur. 1964). Jeszcze przed uzyskaniem rozwodu związała się z Kenem E. Cunninghamem, z którym miała syna, Kecalfa (ur. 1970), i z którym rozstała się w 1977. 11 kwietnia 1978 poślubiła aktora Glynna Turmana, z którym rozwiodła się w lutym 1984. Przez kolejne ponad 25 lat pozostawała w nieformalnym związku ze strażakiem Williem Wilkersonem. 
Była wyznania baptystycznego. Wspierała demokratów. Od 1983 mieszkała w domu w Bloomfield Hills na przedmieściach rodzinnego Detroit.

## Dyskografia
- 1956 – Songs of Faith
- 1962 – The Electrifying Aretha Franklin
- 1963 – Laughing on the Outside
- 1964 – Unforgettable – A Tribute to Dinah Washington
- 1964 – Songs of Faith Checker
- 1965 – Once in a Lifetime
- 1967 – I Never Loved a Man the Way I Love You
- 1967 – Aretha Arrives
- 1967 – Take It Like You Give It
- 1967 – Lee Cross
- 1968 – Lady Soul
- 1968 – Aretha Now
- 1968 – Aretha in Paris (live)
- 1969 – Aretha Franklin – Live!
- 1969 – I Say a Little Prayer
- 1969 – Soul ’69
- 1970 – This Girl’s in Love with You
- 1970 – Don't Play That Song
- 1970 – Sweet Bitter Love
- 1970 – Spirit in the Dark
- 1971 – Aretha Live at Fillmore West
- 1971 – Young, Gifted & Black
- 1972 – Amazing Grace
- 1973 – Hey Now Hey (The Other Side of the Sky)
- 1974 – Let Me In Your Life
- 1974 – With Everything I Feel in Me
- 1975 – You
- 1976 – Sparkle
- 1977 – Satisfaction
- 1977 – Sweet Passion
- 1977 – Most Beautiful Songs
- 1978 – Almighty Fire
- 1979 – La Diva
- 1980 – Aretha (1980)
- 1980 – Aretha Sings the Blues
- 1981 – Love All the Hurt Away
- 1982 – Jump to It
- 1983 – Get It Right
- 1984 – Never Grow Old
- 1985 – First Lady of Soul
- 1985 – Who's Zoomin' Who?
- 1986 – Aretha (1986)
- 1986 – Soul Survivor
- 1987 – One Lord, One Faith, One Baptism
- 1989 – Through the Storm
- 1991 – What You See Is What You Sweat
- 1998 – A Rose Is Still a Rose
- 2003 – So Damn Happy
- 2007 – Jewels in the Crown: All-Star Duets with the Queen
- 2008 – This Christmas, Aretha
- 2009 – Aretha: A Woman Falling Out of Love